# Виноградова Марія Іванівна
Марія Іванівна Виноградова (рос. Мари́я Ива́новна Виногра́дова; 22 травня (4 червня) 1910, с. Долматіха — 28 жовтня 1990, Москва) — одна з ініціаторок виноградовського руху (стахановського руху багатоверстатниць у текстильній промисловості).

## Біографія
Народилася в селі Долматіха Вічузького району Івановської області.
Ткалею стала в 14 років. У 1927 році на її фабриці почали встановлювати ткацькі верстати-автомати системи «нортроп». Освоювати нове обладнання довірили молодим ткалям, у тому числі Марії Виноградовій. Із 1935 року ткаля стала переходити на підвищене ущільнення.
Улітку 1935 року Марія Виноградова стала змінницею своєї однофамільниці Євдокії Виноградової, яка з травня 1935 року вже обслуговувала 70 верстатів. Це було рекордне ущільнення в СРСР, яке кілька місяців керівництвом фабрики не афішувалося для широкої публіки. Але після рекорду Стаханова (31 серпня 1935 року) та публікації в «Правді» від 6 вересня 1935 року статті «Радянські богатирі» (про трудові досягнення Стаханова і Дюканова), галузева газета «Легка індустрія» у номері за 12 вересня повідомила про перший всесоюзний рекорд обслуговування ткацьких верстатів, який був досягнутий на вичузькій фабриці імені Ногіна. Із цього моменту почався зоряний зліт ткаль Дусі і Марусі Виноградова.
Із жовтня 1935 року ткалі Виноградови обслуговували спочатку 100 верстатів, потім 144 верстатів, а з листопада 1935 по липень 1936 року — 216 верстатів.
У січні 1936 року Марії Виноградовій вручили перший орден Леніна. У тому ж році вона поступила в московську Промислову академію, де навчалася до 1941 року.
У 1938 році Виноградови на фабриці імені Ногіна встановили новий світовий рекорд (обслуговування 284 верстатів), який через кілька місяців був повторений і впродовж 18 років був нормою для інших ткаль: О. Подсобляєвої, Л. Большакової, Л. Марфіной (у три зміни).
Марія Іванівна Виноградова з 1938 року була депутатом Верховної Ради РРФСР 1-го скликання від Середської виборчої дільниці Івановської області (за її ініціативою, зокрема, місто Середа було перейменоване в Фурманов). Після війни Марія Виноградова кілька разів обиралася депутатом Московської міської ради.
Із 1939 року — член КПРС.

У 1941 році — технолог на Московській ткацькій фабриці імені М. В. Фрунзе. Під час війни — заступник керуючого конторою Текстильснаба.
У 1948—1963 роках — заступниця директора московської фабрики імені Фрунзе (з 1992 року «Данилівська мануфактура»).
Із 1963 року до пенсії — заступник директора ЦНДІ луб'яних волокон.
Марія Виноградова померла у 1990 році в Москві, похована на Новодівочому кладовищі.

## Пароплав «Марія Виноградова»
У 1937—1938 роках для каналу ім. Москви на Пермській судноверфі була побудована ціла серія буксирних колісних пароплавів, які були названі іменами стахановців. Один з восьми 150-сильних буксирів був названий ім'ям Марії Виноградової. У 1960-ті роки він був перейменований в «Маяк», потім в «Копріно».

## Нагороди та звання
- У 1971 році їй присвоєно звання Героя Соціалістичної праці.
- Нагороджена 4 орденами Леніна (8.12.1935, 7.03.1960, 5.04.1971, 3.06.1985), орденом Жовтневої Революції (4.06.1980) та медалями.
- Почесна громадянка Вічуги (з 3 вересня 1975 року).

## Увічнення пам'яті
- вулиці Виноградових у Вічузі та Новосибірську.
- Мозаїчна стела «Ті, що йдуть попереду» в Вічузі.

## Публікації
- Виноградова М. И. Наш метод работы, Иваново, 1935.
- Первое всесоюзное совещание рабочих и работниц-стахановцев, 14—17 ноября 1935 г. Стенографический отчет, М., 1935.